# Politique aux Bahamas
Le Commonwealth des Bahamas est une monarchie parlementaire multipartite. Le monarque des Bahamas est le chef de l'État et le Premier ministre est le chef du gouvernement. Les deux chambres du Parlement exercent le pouvoir législatif. Le pouvoir judiciaire est indépendant de l'exécutif et du législatif.

## Pouvoir exécutif
| Fonction           | Nom              | Parti | Depuis             |
| ------------------ | ---------------- | ----- | ------------------ |
| Roi                | Charles III      |       | 8 septembre 2022   |
| Gouverneur général | Cynthia A. Pratt | PLP   | 1er septembre 2023 |
| Premier ministre   | Philip Davis     | PLP   | 17 septembre 2021  |

Le roi Charles III est à la tête de l'État, les Bahamas étant un royaume du Commonwealth. Il est représenté dans le pays par un gouverneur général, nommé par le roi lui-même. Le chef du gouvernement est le Premier ministre, habituellement le chef du parti gagnant aux élections du Parlement.

## Pouvoir législatif
Le Parlement des Bahamas consiste en deux chambres élues, le Sénat (avec 16 membres) et l'Assemblée (avec 41 membres). Les élections sont tenues tous les 5 ans.

## Pouvoir judiciaire
Le Comité judiciaire du Conseil privé est la plus haute juridiction des Bahamas ; il est suivi par la Cour d'appel, la Cour suprême et le Tribunal d'instance.